# Czesław Strzeszewski
Czesław Strzeszewski (ur. 21 października 1903 w Warszawie, zm. 4 czerwca 1999 w Lublinie) – polski ekonomista, socjolog, historyk myśli gospodarczej, filozof i etyk społeczny. Profesor Katolickiego Uniwersytetu Lubelskiego, działacz katolicki, znawca katolickiej nauki społecznej, przedstawiciel i współtwórca lubelskiej szkoły katolickiej nauki społecznej nazwany przez prymasa Wyszyńskiego „najgodniejszym i najbardziej zasłużonym kontynuatorem przedwojennej katolicko-społecznej pracy naukowej”. Jan Paweł II w korespondencji ze Strzeszewskim stwierdził, iż jego oraz „całej Jego szkoły” zasługi w głoszeniu „Ewangelii społecznej” są „pierwszoplanowe”.

## Życiorys
Czesław Strzeszewski był synem Czesława Strzeszewskiego starszego, właściciela majątku Jarocin w powiecie płońskim, oraz Jadwigi z domu de Sauvé. Ojciec zmarł na trzy miesiące przed jego narodzinami. W 1920 zgłosił się na ochotnika do wojska, lecz nie został przyjęty. W 1922 zdał maturę w Gimnazjum im. Adama Mickiewicza w Warszawie. Studiował w latach 1922–1928 na Wydziale Rolniczym Szkoły Głównej Gospodarstwa Wiejskiego w Warszawie i uzyskał stopień inżyniera. Rolnictwo nie było jego pasją; jego zamiarem było gospodarowanie w majątku Jarocin. Jeszcze w czasie studiów został asystentem Władysława Grabskiego w Zakładzie Polityki Ekonomicznej. Został ponadto prezesem warszawskiego koła Stowarzyszenia Katolickiej Młodzieży Akademickiej „Odrodzenie”. Publikował wówczas artykuły na łamach takich pism jak „Prąd”, „Rolnictwo” (gdzie był również sekretarzem redakcji), „Ekonomista”, „Roczniki Dziejów Społecznych i Gospodarczych” oraz „Ruch Prawniczy, Ekonomiczny i Socjologiczny”.
W 1931 otrzymał doktorat na podstawie pracy pt. Znaczenie prawa zmniejszającej się wydajności w produkcji rolnej, napisanej pod kierunkiem prof. Grabskiego. Następnie podjął pracę w charakterze radcy w Ministerstwie Rolnictwa i Reform Rolnych. W 1932, z rekomendacji prof. Grabskiego, rozpoczął pracę na KUL jako zastępca profesora historii gospodarki na Wydziale Prawa i Nauk Społeczno-Ekonomicznych. Wykładał ekonomię oraz historię gospodarczą. Habilitację uzyskał w 1934 dzięki pracy pt. Kryzys rolniczy na ziemiach Księstwa Warszawskiego i Królestwa Kongresowego 1807–1830, a następnie objął Katedrę Polityki Ekonomicznej oraz jednocześnie Katedrę Historii Gospodarczej. W latach 1935–1939 pracował na SGGW jako docent, prowadząc wykłady z ekonomii politycznej. W 1937 uzyskał tytuł profesora nadzwyczajnego polityki ekonomicznej KUL. W tymże roku dołączył do Rady Społecznej przy prymasie Auguście Hlondzie.
Po wybuchu II wojny światowej zgłosił się do wojska, ale (podobnie jak w 1920) nie otrzymał przydziału. Udał się wówczas do Lublina, gdzie organizował nauczanie podziemne, zakończone w listopadzie 1939 wskutek aresztowań. Przez cały okres trwania okupacji był poszukiwany przez Gestapo. Przeniósłszy się do Krakowa, zaangażował się w działalność podziemną w Radzie Głównej Opiekuńczej, redagował „Biuletyn Informacyjny” i fałszował dokumenty. Od 1943 do początków 1945 prowadził wykłady z ekonomii politycznej na tajnych kompletach. W styczniu 1945 pojechał do Lublina pracować na KUL-u.
W 1946 uzyskał tytuł profesora zwyczajnego. Zainteresowanie Strzeszewskiego problematyką wsi zaowocowało utworzeniem Studium Zagadnień Społecznych i Gospodarczych Wsi, którego pracami kierował przez cały okres jego istnienia, tzn. 1945–1949. W latach 1946–1949 wykładał także na UMCS-ie, a od 1950 do 1952 był również profesorem w Seminarium Duchownym w Lublinie. W latach 1949–1950 pełnił funkcję prorektora KUL. W 1952 został usunięty z uczelni i pozbawiony prawa wykładania przez władze komunistyczne. Przeniósł się do Radości pod Warszawą i nauczał w seminariach duchownych na warszawskich Bielanach oraz w Ołtarzewie. Do pracy akademickiej wrócił w 1956; wykładał na Wydziale Filozofii Chrześcijańskiej KUL. Tam też wielokrotnie pełnił funkcję dziekana lub prodziekana. W latach 60. napisał podręcznik do nauki społecznej, który wobec sprzeciwu władz komunistycznych został wydrukowany w Paryżu. W 1971 postanowił przywrócić studia społeczno-ekonomiczne na KUL-u, co udało się dopiero po rewolucji solidarnościowej. W 1974 przeszedł na emeryturę, ale nadal wykładał, recenzował prace doktorskie oraz habilitacyjne i publikował. W latach 70. otrzymał paszport i odbył wiele podróży naukowych; był profesorem wizytującym w Stanach Zjednoczonych na Uniwersytecie Yale i Uniwersytecie Columbia.
W latach 1936–1939 należał do zarządu Związku Polskiej Inteligencji Katolickiej. Od 1937 był członkiem Rady Społecznej przy Prymasie Polski. Dzięki zaufaniu, jakim darzył go prymas Polski Stefan Wyszyński, w 1968 – jako pierwsza świecka osoba – został przewodniczącym organizacji Iustita et Pax. Wraz z grupą współpracowników stworzył w 1976 lubelski Klub Inteligencji Katolickiej i został jej przewodniczącym. W 1983 ustąpił ze stanowiska, lecz nadal angażował się w działalność organizacji, wygłaszając prelekcje oraz biorąc udział w dyskusjach itd. Był członkiem założycielem Polskiego Towarzystwa Ekonomicznego oraz członkiem Polskiego Towarzystwa Historycznego, Polskiego Towarzystwa Socjologicznego, Lubelskiego Towarzystwa Naukowego, Towarzystwa Naukowego KUL, Międzynarodowego Związku Badań Społecznych w Malines oraz The Institute of Management Science. Był także członkiem Komisji Episkopatu ds. Apostolstwa Świeckich oraz członkiem Rady Naukowej przy Episkopacie Polski. Pracował także przy tworzeniu Encyklopedii katolickiej, kierując działem „Nauki i organizacje społeczne” w latach 1973–1989.
Strzeszewski wypromował setki magistrów oraz 40 doktorów. Do jego uczniów można zaliczyć ks. prof. Joachima Kondzielę, ks. prof. Jana Krucinę, ks. prof. Władysława Piwowarskiego, ks. prof. Romana Dzwonkowskiego, prof. Władysława Jachera, ks. prof. Franciszka Mazurka, o. prof. Leona Dyczewskiego oraz o. dr Władysława Skrzydlewskiego.

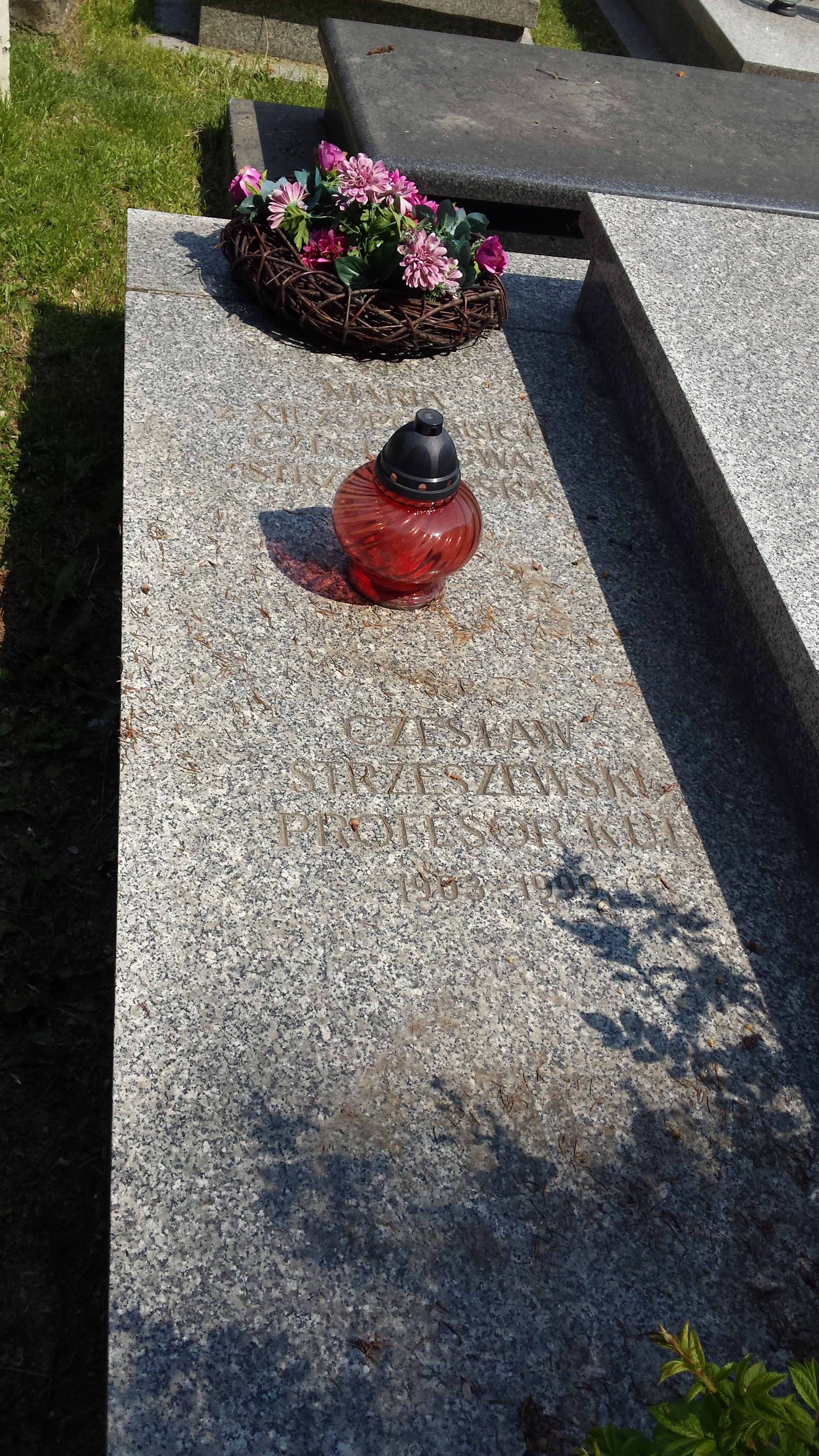
Grób prof. Czesława Strzeszewskiego na cmentarzu przy Lipowej

### Życie prywatne
W 1949 ożenił się z Marią Teresą z Xiężopolskich Blindże. Ślubu udzielił im Stefan Wyszyński.

## Myśl
Czesław Strzeszewski był przedstawicielem lubelskiej szkoły katolicyzmu społecznego i kontynuatorem myśli ks. prof. Antoniego Szymańskiego. W pracy naukowej opierał się na personalizmie, ze szczególnym uwzględnieniem nadprzyrodzonej godności osoby ludzkiej, która dzięki społeczności może osiągnąć pełnię swojego rozwoju. Czerpał także z myśli Jaqcuesa Maritaina; był pomysłodawcą kongresów naukowych, które odbyły się w Sandomierzu (1980) oraz Warszawie (1982, 1983) i miały popularyzować myśl francuskiego myśliciela.
Strzeszewski stworzył nowe ujęcie katolickiej nauki społecznej, usystematyzował ją i nadał jej ład metodologiczny. Katolicka nauka społeczna nie powinna jego zdaniem odkrywać nowych prawd, ale pogłębiać i wyjaśniać te dotąd uznawane oraz stosować je do nowych sytuacji i obszarów. Strzeszewski podkreślał, że pełni ona rolę pomocniczą i służebną poprzez wychowywanie człowieka do działalności społeczno-politycznej w duchu moralności chrześcijańskiej. Za istotne uważał powiązanie zagadnień moralnych z praktyką życia społecznego, to znaczy pomaganie w rozwiązywaniu konkretnych problemów społecznych. W jego przekonaniu, możliwe jest to dzięki oparciu się na trzech wywodzących się z prawa naturalnego zasadach: wolności, pomocniczości oraz solidarności, które to zasady wskazują na ludzkie prawa, ale też powinności i obowiązki.
Wyodrębnił trzy cele katolickiej nauki społecznej: rozpoznawanie społecznej sytuacji świata, dokonywanie oceny krytycznej tejże sytuacji oraz dążenie do realizacji wyznaczonych celów przy pomocy zasad moralności chrześcijańskiej. Akcentował społeczną naturę ekonomii i krytykował liberalną koncepcję „homo oeconomicus”. Odrzucał pogląd, że katolicka nauka społeczna jest trzecią drogą między indywidualistycznym liberalizmem i kolektywistycznym marksizmem.
Oprócz katolickiej nauki społecznej, Strzeszewski zajmował się historią myśli gospodarczej i społecznej, metodologią nauk społecznych, etyką społeczną i gospodarczą, społeczno-moralnymi zagadnieniami pracy i własności, a także zagadnieniem rozwoju gospodarczego.

## Odznaczenia i wyróżnienia
- 1973 – Nagroda Ośrodka Dokumentacji i Studiów Społecznych[2]
- 1974 – Krzyż Kawalerski Orderu Odrodzenia Polski[13]
- 1975 – Order Świętego Grzegorza Wielkiego[5]
- 1986 – nagroda im. Skowyrów Instytutu Duszpasterstwa i Migracji Polonijnej KUL[13]
- 1990 – Nagroda im. Księdza Idziego Radziszewskiego Towarzystwa Naukowego KUL za całokształt dorobku naukowego w duchu humanizmu chrześcijańskiego[2]
- 1993 – Krzyż Komandorski Orderu Odrodzenia Polski[5][15]

## Książki
- Katolicka nauka społeczna (1964)
- Integralny rozwój gospodarczy (1976)
- Ewolucja katolickiej nauki społecznej (1978)
- Praca ludzka. Zagadnienia społeczno-moralne (1978)
- Własność. Zagadnienia społeczno-moralne (1981)
- Kardynała Wyszyńskiego wizja Kościoła i państwa (1990)
- Na przełomie czasów. Moje wspomnienia (1995)